# Бугнара
Бугнара (груз. ბუღნარა) — село в Грузии, в Самтредском муниципалитете региона Имеретия, входит в состав Толебского общинного сельсовета (груз. ტოლების თემის საკრებულო).
Село находится на правом берегу реки Хевистскали (левый приток Риони) на высоте 15 м над уровнем моря, расположено в 19 км от райцентра — города Самтредиа.
По данным переписи населения 2002 года, в деревне проживало 348 жителей. По данным на 2014 год, в селе проживало 249 жителей, грузины составляют 100 % населения.